# Otto Lilienthal
Karl Wilhelm Otto Lilienthal (Anklam, Pomerânia, 23 de maio de 1848 — Berlim, 10 de agosto de 1896), conhecido como o "Pai do voo planado", foi um pioneiro da história da aviação. Ele é creditado como o primeiro homem a manejar repetidas vezes um aparelho mais pesado que o ar na atmosfera.

## Biografia
Otto Lilienthal era apaixonado desde a infância pela aviação: por volta de 1860, ele ensaiava de noite, com o seu irmão, grandes planadores rudimentares, depois máquinas de asas batentes.

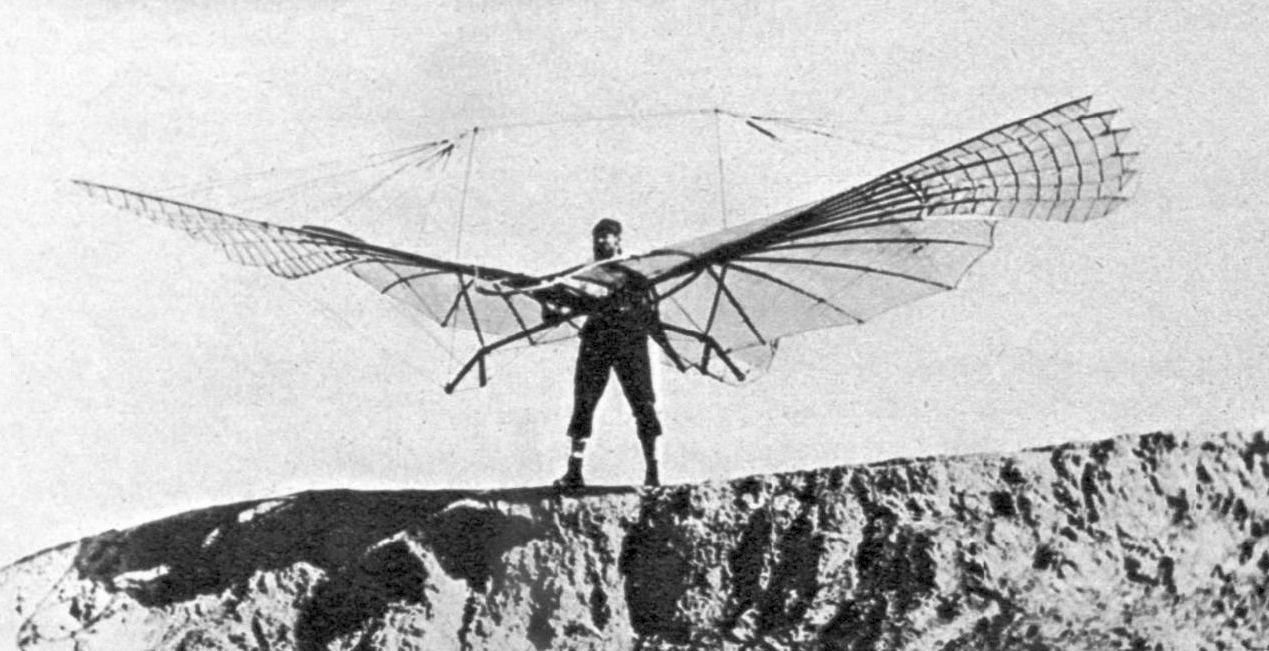
Otto Lilienthal, uma das primeiras pessoas a planar
em um aparelho mais pesado que o ar.

Tornando-se um engenheiro, ele publicou em 1889 uma importante obra sobre o voo das aves, considerada base da aviação, e dois anos mais tarde, construía seu primeiro planador.
Ele também foi um dos primeiros a demonstrar a importância da curvatura da asa.
Lilienthal realizou cerca de dois mil voos planados entre 1891 e 1896, atingindo em alguns cerca de 350 metros de distância. Várias vezes, ele conseguiu subir mais alto que o seu ponto de partida e efetuar viragens. Seus ensaios tiveram lugar em Bremen, Steglitz, Lichterfelde, e depois em Rhinow. Também tentou criar uma máquina mais pesada do que o ar, usando um motor de ácido carbônico.

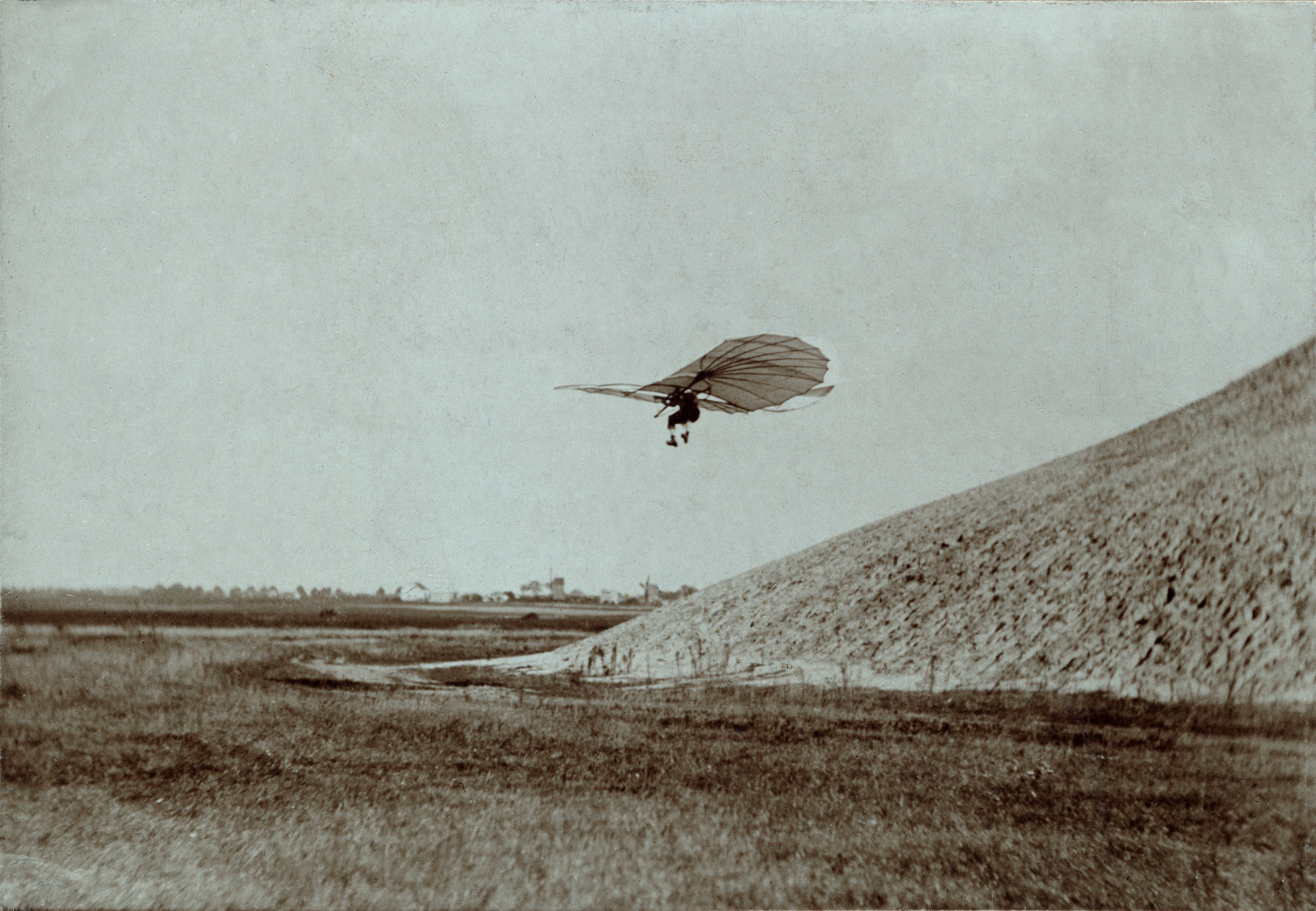
Otto Lilienthal em voo com seu planador, o
Lilienthal Normalsegelapparat (c. 1895).

Lilienthal foi o primeiro homem que foi fotografado em voo: esta foi uma das bases da influência que ele exerceu sobre todos os pesquisadores do seu tempo e depois, porque ele assim inspirou aos hesitantes a confiança no futuro da aviação. Os seus projetos contribuíram para o desenvolvimento da asa delta.
Em 9 de agosto de 1896, durante um voo, ele estolou, caindo de uma altura de 17 metros, e quebrando sua espinha dorsal, vindo a morrer no dia seguinte. Suas últimas palavras foram:

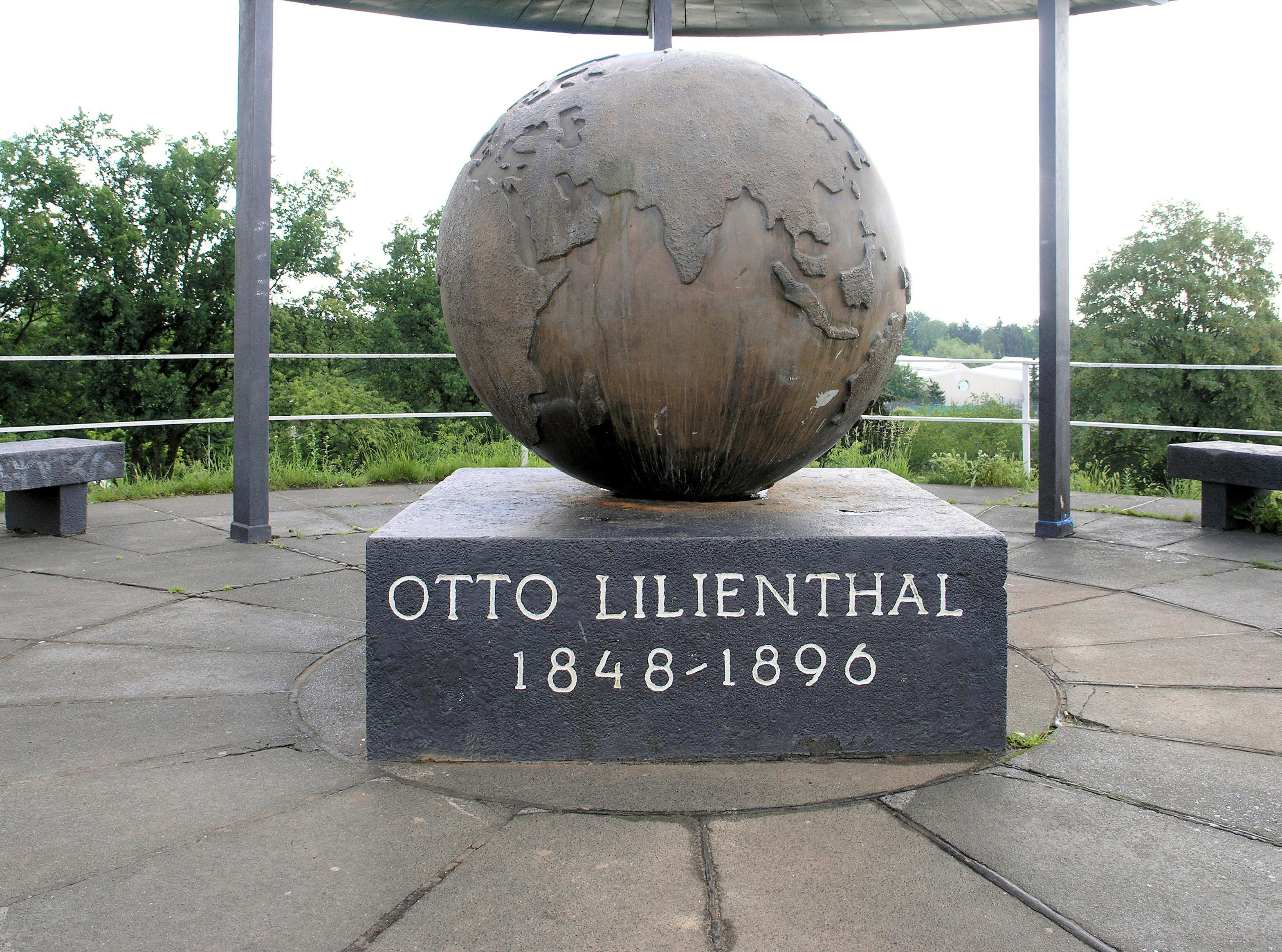
Monumento em homenagem a Otto Lilienthal (bairro de Lichterfelde, Berlim).

| “ | Opfer müssen gebracht werden. (Sacrifícios precisam ser feitos). | ” |